# Mori Sinicsi
Moriucsi Kazuhiro (森内 一寛; Hepburn: Moriuchi Kazuhiro; 1947. november 18.–), ismert művésznevén Mori Sinicsi (森 進一; Hepburn:  Mori Shin'ichi) japán enkaénekes, dalszerző, aki folk- és popdalokat is énekel. Pályafutása során több mint 90 millió lemezt adott el, így Japán egyik legsikeresebb előadójának számít.

## Élete és pályafutása
Mori kétszer nősült és vált el; első felesége Óhara Reiko színésznő volt, második felesége Mori Maszako énekesnő, akitől három fia született: Takahiro a One Ok Rock együttes énekese, Tomohiro a TV Tokyonál dolgozik, Hiroki pedig szintén rockénekes, a My First Story együttes frontembere.
1965-ben Mori megnyerte a Fuji Television tehetségkutatóját. 1966-ban az Onna no Tameiki (女のためいき) című dallal debütált, melyet a híres dalszerző, Kósó Inomata írt.
1968-ban szerepelt először a presztízses Kóhaku uta gasszen televíziós műsorban, a Hana to csó (花と蝶) című dallal. 1974-ben elnyerte a Japan Record Award nagydíját az Erimo Miszaki (襟裳岬) című dallal,  melyet Josida Takuró írt. 1982-es, Fuju no riviera (冬のリヴィエラ) című slágerét Ótaki Eiicsi szerezte. Ofukuro szan (おふくろさん) című dalát feldolgozta a Sharam Q együttes is 1997-ben. 2003-ban adta ki a Ókami tacsi no tóboe (狼たちの遠吠え) című dalt, melyet Nagabucsi Cujosi írt. 2004-ben jelent meg Szaraba szeisun no kagejo (さらば青春の影よ) című dala, melynek szerzője Szakai Izumi.
2007-ben összeveszett régi mentorával, Kavaucsi Kóhan dalszövegíróval, mert a Kóhaku uta gasszen-beli fellépése során megváltoztatta az Ofukuro szan dalszövegét.
2008-ban Hatoba (波止場) című saját szerzeménye 27. volt az Oricon slágerlistáján. Ezzel az első művész lett az Oricon történelmében, akinek 100 kislemeze került fel a Top 100-as slágerlistára.